# 村松祐次
村松 祐次（むらまつ ゆうじ、1911年1月16日 - 1974年3月6日）は、日本の経済学者。専門は中国社会経済史。一橋大学学長事務取扱等を歴任。日本学士院賞、日経・経済図書文化賞特賞受賞。従三位勲二等瑞宝章。

## 人物
東京府八王子市寺町出身。旧制府立二中（現東京都立立川高等学校）を経て、1933年東京商科大学（現一橋大学）を卒業。根岸佶門下。
1933年大学を卒業し近衛歩兵連隊入隊。1936年大日本帝国陸軍主計少尉、1938年同中尉、1939年東京商科大学助教授。
1951年一橋大学経済学部教授、1954年東京大学文学部講師併任、1963年一橋大学経済学部長、1969年一橋大学学長事務取扱を歴任するも、1974年北里大学病院にて肝硬変のため死去。
中国経済史研究に大きな業績を残し、1962年「清末江南地主制の史料的研究」により一橋大学経済学博士の学位を取得。1971年に『近代江南の租棧』により日経・経済図書文化賞特賞受賞、1972年同書により日本学士院賞受賞。1974年正四位勲二等瑞宝章、従三位。
弟子にインド史学者の深沢宏元一橋大教授、中国史学者の中川学一橋大名誉教授、中井英基筑波大学名誉教授など。日本製粉会長兼社長などを務めた澤田浩も村松ゼミナール出身。

## 親族
西洋経済史専攻の村松恒一郎一橋大学名誉教授は兄。

## 著書
- 『中国経済の社会態制』東洋経済新報社, 1949.
- 『海外における最近の中国研究の状況』アジア経済研究所, 1963
- 『近代江南の租桟』近代中国研究委員会, 1970.
- 『中国経済の社会態制』東洋経済新報社, 1975
- 『義和団の研究』厳南堂書店, 1976.8